# Haluk Güngör
Haluk Güngör (Ankara, 9 marzo 1970) è un allenatore di calcio ed ex calciatore turco, di ruolo portiere.